# Bulbophyllum mystrochilum
Bulbophyllum mystrochilum är en orkidéart som beskrevs av Rudolf Schlechter. Bulbophyllum mystrochilum ingår i släktet Bulbophyllum och familjen orkidéer. Inga underarter finns listade i Catalogue of Life.